# Härnösand (comuna)
Härnösand ou Hernosândia (em sueco: Härnösand kommun;  ouça a pronúncia) é uma comuna da Suécia localizada no condado de Västernorrland. Sua capital é a cidade de Härnösand.
Possui 1 058 quilômetros quadrados e segundo censo de 2022, havia 24 879 habitantes. 

## Comunicações
A comuna de Härnösand é atravessada pela estrada europeia E4 (Haparanda-Estocolmo-Helsingborg).
É cruzada pela Linha da Costa Leste, dispondo assim de ligações ferroviárias a Sundsvall-Umeå e a Luleå-Estocolmo-Gotemburgo. Tem vários portos, entre os quais um porto de águas profundas na cidade de Härnösand.